# Microcosmos (album)
Pour l’article homonyme, voir Microcosmos : Le Peuple de l'herbe.
Albums de Thy Catafalque
Sublunary Tragedies
(1999) Tűnő Idő Tárlat
(2004)
Microcosmos est le deuxième album du groupe hongrois de metal avant-gardiste Thy Catafalque, publié en 2001, par Epidemie Records.

## Liste des chansons
Toutes les chansons sont écrites et composées par Tamás Kátai.
| No  | Titre                            | Durée |
| --- | -------------------------------- | ----- |
| 1.  | The Sileni And Sylvans And Fauns | 8:30  |
| 2.  | Mirkwood Sonnet                  | 9:37  |
| 3.  | These Are The Clouds             | 7:11  |
| 4.  | Paths Untrodden                  | 6:02  |
| 5.  | Deathless Souls Roam             | 5:57  |
| 6.  | Fehérlófia                       | 6:10  |
| 7.  | Micro To Macro                   | 1:16  |
| 8.  | Panta Rhei                       | 9:39  |
| 9.  | Októberi Kép                     | 3:25  |
| 10. | Desolatio                        | 15:49 |